# O Próximo Passo: Uma Alternativa Prática ao Neoliberalismo
O Próximo Passo – Uma Alternativa Prática ao Neoliberalismo é um livro do advogado, professor universitário e político brasileiro Ciro Gomes publicado em 1994 pela Editora Topbooks, em coautoria com o professor e filósofo Roberto Mangabeira Unger.

## Concepção da obra
O livro foi escrito na época em que Ciro foi professor visitante na Law School da Universidade de Harvard, nos Estados Unidos. Lá, ele foi orientando do professor Mangabeira Unger, com quem concebeu a obra, que foi traduzida inclusive para o espanhol.

## Conteúdo
No livro, Ciro e Mangabeira criticam tanto o "nacional populismo do terceiro mundo" quanto o "defensivo e conservador modus operandi das sociais democracias do primeiro mundo". Continuam, criticando "a adesão do Brasil ao neoliberalismo", o "abandono da tentativa de construção de uma civilização própria no país", e a "rejeição da concepção de que a história humana deve ser a história das grandes alternativas".
A obra tem a proposta de provocar uma discussão no Brasil, apontando um caminho que se contraponha ao discurso neoliberal. A partir deste livro, Ciro Gomes começou a combater fortemente as "políticas de estado mínimo" e a defender um estado capaz de construir um planejamento de longo prazo, definindo políticas de desenvolvimento para o país.